# گئورک ملیک قراگئوزیان
گئورک ملیک قراگئوزیان (ارمنی: Գևորգ Մելիք-Ղարագյոզյան) سیاستمدار اهل ارمنستان است که از تاریخ ۰۴ دسامبر ۱۹۱۸ تا تاریخ ۲۴ ژوئن ۱۹۱۹ در کابینه  هوهانس کاچازنونی و آلکساندر خاتیسیان سمت وزارت نخستین جمهوری ارمنستان را برعهده داشت.